# Keiyō-Linie
| Triebzug der Baureihe E233-5000 bei Kemigawahama |                   |                                           |                                           |
| |                   |                                           |                                           |
| Streckenlänge: | 43,0 km           |                                           |                                           |
| Spurweite: | 1067 mm (Kapspur) |                                           |                                           |
| Stromsystem: | 1500 V =          |                                           |                                           |
| Streckengeschwindigkeit: | 120 km/h          |                                           |                                           |
| Zweigleisigkeit: | ganze Strecke     |                                           |                                           |
| |                   |                                           |                                           |
| Gesellschaft: | JR East           |                                           |                                           |
| \| \| \| ← Yokosuka-Linie \| \| \| \| \| → Chūō-Schnellbahnlinie \| \| \| \| \| → Keihin-Tōhoku-Linie \| \| \| \| \| ← Tōkaidō-Hauptlinie / → Ueno-Tokio-Linie \| \| \| \| \| → Tōhoku-Shinkansen \| \| \| \| \| ← Tōkaidō-Shinkansen \| \| \| \| 0,0 \| Tokio (東京) \| 1990– \| \| \| \| → Sōbu-Schnellbahnlinie \| \| \| \| 1,2 \| Hatchōbori (八丁堀) \| 1990– \| \| \| \| Kamejima-gawa \| \| \| \| \| Sumida-gawa \| \| \| \| 2,8 \| Etchūjima (越中島) \| 1990– \| \| \| \| Güterbahnhof Etchūjima \| 1958– \| \| \| \| → Etchūjima-Zweiglinie \| 1929– \| \| \| \| Shiomi-Kanal \| \| \| \| 5,4 \| Shiomi (潮見) \| 1990– \| \| \| \| Akebono-Kanal \| \| \| \| \| Sunamachi-Kanal \| \| \| \| \| ← Rinkai-Linie \| 1996– \| \| \| \| ← Yūrakuchō-Linie \| 1988– \| \| \| 7,4 \| Shin-Kiba (新木場) \| 1988– \| \| \| \| Arakawa \| \| \| \| 10,6 \| Kasairinkaikōen(葛西臨海公園) \| 1988– \| \| \| \| Kyūedo-gawa \| \| \| \| 12,7 \| Maihama (舞浜) \| 1988– \| \| \| \| Mimiyo-gawa \| \| \| \| \| Sakai-gawa \| \| \| \| 16,1 \| Shin-Urayasu (新浦安) \| 1988– \| \| \| 18,2 \| Ichikawa-Shiohama (市川塩浜) \| 1988– \| \| \| \| Edo-gawa \| \| \| \| \| Mama-gawa \| \| \| \| \| → Musashino-Linie \| 1978– \| \| \| 24,1 \| Nishi-Funabashi (西船橋) \| 1958– \| \| \| \| ↑→ Chūō-Sōbu-Linie \| 1894– \| \| \| 22,6 \| Futamatashimmachi (二俣新町) \| 1988– \| \| \| \| \| \| \| \| \| Ebi-gawa \| \| \| \| 26,0 \| Minami-Funabashi (南船橋) \| 1986– \| \| \| 28,3 \| Shin-Narashino (新習志野) \| 1986– \| \| \| \| Kikuta-kawa \| \| \| \| \| Depot Keiyō \| \| \| \| \| neuer Bahnhof \| 2023– \| \| \| \| Hamada-gawa \| \| \| \| 31,7 \| Kaihinmmakuhari (海浜幕張) \| 1986– \| \| \| \| Inba-Flutkanal \| \| \| \| 33,7 \| Kemigawahama (検見川浜) \| 1986– \| \| \| 35,3 \| Inagekaigan (稲毛海岸) \| 1986– \| \| \| \| Güterbahnhof Chiba \| 1975–2000 \| \| \| \| ← Shokuhin-Linie \| 1975–1994 \| \| \| 39,0 \| Chibaminato (千葉みなと) \| 1986– \| \| \| \| → Chiba Monorail \| 1995– \| \| \| \| Miyako-kawa \| \| \| \| 40,7 \| Ausweiche Tsukawa \| –1986 \| \| \| \| \| \| \| \| \| → Sotobō-Linie \| 1896– \| \| \| \| \| \| \| \| 43,0 \| Soga (蘇我) \| 1896– \| \| \| \| → Sotobō-Linie \| \| \| \| \| ← Rinkai-Hauptlinie \| 1963– \| \| \| \| ↓ Uchibō-Linie \| 1912– \| |                   |                                           |                                           |
| Strecke quer (im Tunnel) · Bahnhof quer (im Tunnel) · Strecke von rechts (im Tunnel) |                   | ← Yokosuka-Linie                          | ← Yokosuka-Linie                          |
| Kopfbahnhof Streckenanfang und quer · Kreuzung mit oberirdischer Strecke (im Tunnel) |                   | → Chūō-Schnellbahnlinie                   | → Chūō-Schnellbahnlinie                   |
| Strecke quer · Bahnhof quer · Kreuzung mit oberirdischer Strecke (im Tunnel) |                   | → Keihin-Tōhoku-Linie                     | → Keihin-Tōhoku-Linie                     |
| Strecke quer · Bahnhof quer · Kreuzung mit oberirdischer Strecke (im Tunnel) |                   | ← Tōkaidō-Hauptlinie / → Ueno-Tokio-Linie | ← Tōkaidō-Hauptlinie / → Ueno-Tokio-Linie |
| Kopfbahnhof Streckenanfang und quer · Kreuzung mit oberirdischer Strecke (im Tunnel) |                   | → Tōhoku-Shinkansen                       | → Tōhoku-Shinkansen                       |
| Strecke quer · Kopfbahnhof Streckenende und quer · Strecke (im Tunnel) |                   | ← Tōkaidō-Shinkansen                      | ← Tōkaidō-Shinkansen                      |
| Kopfbahnhof Streckenanfang (im Tunnel) · Strecke (im Tunnel) | 0,0               | Tokio (東京)                              | 1990–                                     |
| Strecke (im Tunnel) · Strecke nach links (im Tunnel) |                   | → Sōbu-Schnellbahnlinie                   | → Sōbu-Schnellbahnlinie                   |
| Bahnhof (im Tunnel) | 1,2               | Hatchōbori (八丁堀)                       | 1990–                                     |
| |                   | Kamejima-gawa                             |                                           |
| |                   | Sumida-gawa                               |                                           |
| Haltepunkt / Haltestelle (im Tunnel) | 2,8               | Etchūjima (越中島)                        | 1990–                                     |
| Tunnelende · Betriebs-/Güterbahnhof Streckenanfang |                   | Güterbahnhof Etchūjima                    | 1958–                                     |
| Abzweig geradeaus und ehemals nach links · Abzweig nach links und ehemals nach rechts |                   | → Etchūjima-Zweiglinie                    | 1929–                                     |
| Brücke über Wasserlauf |                   | Shiomi-Kanal                              | Shiomi-Kanal                              |
| Haltepunkt / Haltestelle | 5,4               | Shiomi (潮見)                             | 1990–                                     |
| Brücke über Wasserlauf |                   | Akebono-Kanal                             | Akebono-Kanal                             |
| Brücke über Wasserlauf |                   | Sunamachi-Kanal                           | Sunamachi-Kanal                           |
| Strecke quer · Abzweig geradeaus und von rechts |                   | ← Rinkai-Linie                            | 1996–                                     |
| U-Bahn-Strecke von rechts · Strecke |                   | ← Yūrakuchō-Linie                         | 1988–                                     |
| | 7,4               | Shin-Kiba (新木場)                        | 1988–                                     |
| Brücke über Wasserlauf |                   | Arakawa                                   | Arakawa                                   |
| Haltepunkt / Haltestelle | 10,6              | Kasairinkaikōen(葛西臨海公園)             | 1988–                                     |
| Brücke über Wasserlauf |                   | Kyūedo-gawa                               | Kyūedo-gawa                               |
| Bahnhof | 12,7              | Maihama (舞浜)                            | 1988–                                     |
| Brücke über Wasserlauf |                   | Mimiyo-gawa                               | Mimiyo-gawa                               |
| Brücke über Wasserlauf |                   | Sakai-gawa                                | Sakai-gawa                                |
| Bahnhof | 16,1              | Shin-Urayasu (新浦安)                     | 1988–                                     |
| Haltepunkt / Haltestelle | 18,2              | Ichikawa-Shiohama (市川塩浜)              | 1988–                                     |
| Brücke über Wasserlauf |                   | Edo-gawa                                  | Edo-gawa                                  |
| Brücke über Wasserlauf |                   | Mama-gawa                                 | Mama-gawa                                 |
| |                   | → Musashino-Linie                         | 1978–                                     |
| Abzweig geradeaus und nach links · Abzweig quer und von links · Turmbahnhof geradeaus unten | 24,1              | Nishi-Funabashi (西船橋)                  | 1958–                                     |
| Strecke · Strecke · Strecke nach links |                   | ↑→ Chūō-Sōbu-Linie                        | 1894–                                     |
| Haltepunkt / Haltestelle · Strecke | 22,6              | Futamatashimmachi (二俣新町)              | 1988–                                     |
| |                   |                                           |                                           |
| Brücke über Wasserlauf |                   | Ebi-gawa                                  | Ebi-gawa                                  |
| Bahnhof | 26,0              | Minami-Funabashi (南船橋)                 | 1986–                                     |
| Bahnhof | 28,3              | Shin-Narashino (新習志野)                 | 1986–                                     |
| Brücke über Wasserlauf |                   | Kikuta-kawa                               | Kikuta-kawa                               |
| Abzweig geradeaus und nach links · Betriebs-/Güterbahnhof Streckenende und quer |                   | Depot Keiyō                               | Depot Keiyō                               |
| ehemaliger Haltepunkt / Haltestelle |                   | neuer Bahnhof                             | 2023–                                     |
| Brücke über Wasserlauf |                   | Hamada-gawa                               | Hamada-gawa                               |
| Bahnhof | 31,7              | Kaihinmmakuhari (海浜幕張)                | 1986–                                     |
| Brücke über Wasserlauf |                   | Inba-Flutkanal                            | Inba-Flutkanal                            |
| Haltepunkt / Haltestelle | 33,7              | Kemigawahama (検見川浜)                   | 1986–                                     |
| Haltepunkt / Haltestelle | 35,3              | Inagekaigan (稲毛海岸)                    | 1986–                                     |
| Betriebs-/Güterbahnhof Streckenanfang (Strecke außer Betrieb) · Strecke |                   | Güterbahnhof Chiba                        | 1975–2000                                 |
| Abzweig nach links und nach rechts (Strecke außer Betrieb) |                   | ← Shokuhin-Linie                          | 1975–1994                                 |
| | 39,0              | Chibaminato (千葉みなと)                  | 1986–                                     |
| Strecke · U-Bahn-Strecke nach links |                   | → Chiba Monorail                          | 1995–                                     |
| Brücke über Wasserlauf |                   | Miyako-kawa                               | Miyako-kawa                               |
| ehemalige Blockstelle | 40,7              | Ausweiche Tsukawa                         | –1986                                     |
| Abzweig geradeaus und nach halbrechts |                   |                                           |                                           |
| Abzweig von halblinks und von links · Kreuzung geradeaus oben · Abzweig quer |                   | → Sotobō-Linie                            | 1896–                                     |
| Strecke · Abzweig geradeaus und von halblinks |                   |                                           |                                           |
| Dienststation / Betriebs- oder Güterbahnhof · Bahnhof | 43,0              | Soga (蘇我)                               | 1896–                                     |
| Strecke · Abzweig geradeaus und nach links |                   | → Sotobō-Linie                            | → Sotobō-Linie                            |
| |                   | ← Rinkai-Hauptlinie                       | 1963–                                     |
| Strecke |                   | ↓ Uchibō-Linie                            | 1912–                                     |

Die Keiyō-Linie (jap. 京葉線, Keiyō-sen) ist eine Eisenbahnstrecke auf der japanischen Insel Honshū, die von der Bahngesellschaft JR East betrieben wird. Ostwärts entlang der Bucht von Tokio verbindet sie das Zentrum der Hauptstadt Tokio mit Chiba. Dabei erschließt sie unter anderem das Tokyo Disney Resort und die Makuhari Messe. Der Name Keiyō leitet sich von der sinojapanischen Lesung des jeweils zweiten Kanji-Schriftzeichen der Städte Tokio (東京) und Chiba (千葉) ab. Die Strecke ist nicht mit der Keiō-Linie im Westen der Metropolregion Tokio zu verwechseln.

## Beschreibung

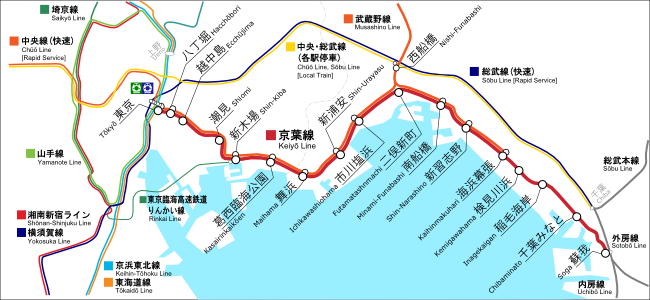
Streckenplan

Wie in Japan üblich ist die Keiyō-Linie in Kapspur (1067 mm) verlegt. Sie ist 43,0 km lang, vollständig zweigleisig ausgebaut und mit 1500 V Gleichspannung elektrifiziert. Hinzu kommen zwei kurze Zweigstrecken als Anbindung zur Musashino-Linie. Bedient werden insgesamt 18 Bahnhöfe, davon drei Tunnelbahnhöfe. Zusammen mit der der Musashino-Linie, der Nambu-Linie und der Yokohama-Linie ist die Keiyō-Linie Teil einer großen Ringstrecke namens Tokyo Mega Loop (東京メガループ) rund um das Zentrum Tokios.
Westlicher Ausgangspunkt ist der Bahnhof Tokio; die dortige unterirdische Endstation befindet sich rund 350 m südlich des eigentlichen Bahnhofskomplexes, etwa auf halbem Weg zum Bahnhof Yūrakuchō unter dem Tokyo International Forum. Unterirdisch sind auch die anschließenden Bahnhöfe Hatchōbori (wo zur Hibiya-Linie der U-Bahn umgestiegen werden kann) und Etchūjima. Der über vier Kilometer lange Tunnel unterquert den Fluss Sumida und tritt beim Güterbahnhof Etchūjima an die Oberfläche. Im Bahnhof Shin-Kiba trifft die Keiyō-Linie auf die Rinkai-Linie und die Yūrakuchō-Linie. Überwiegend auf durch Landgewinnung entstandenen Flächen folgt sie nun der Nordküste der Bucht von Tokio; die Trasse ist aufgeständert und verläuft zu einem bedeutenden Teil parallel zur mehrspurigen Nationalstraße 357. 
Der Bahnhof Maihama dient als wichtigster Zugang zum Tokyo Disney Resort und ist der Ausgangspunkt der Einschienenbahn Disney Resort Line, die verschiedene Bereiche dieses Vergnügungsparks erschließt. Nach der Überquerung der Mündung des Flusses Edo befindet sich beim Bahnhof Futamatashimmachi ein niveaufreies Gleisdreieck, das die Verbindung zur Musashino-Linie und zum bedeutenden Verkehrsknotenpunkt Nishi-Funabashi herstellt. An der Makuhari Messe vorbei verläuft die Strecke nun in südöstlicher Richtung und erreicht das Stadtgebiet von Chiba. Am Bahnhof Chibaminato kann zur Chiba Monorail umgestiegen werden. Schließlich endet die Keiyō-Linie im Bahnhof Soga an der Uchibō-Linie, dem Ausgangspunkt der Sotobō-Linie.

## Züge
Das Zugangebot auf der Keiyō-Linie ist sehr dicht. Tagsüber verkehren vom Bahnhof Tokio aus 10 bis 14 Züge je Stunde, während der morgendlichen Hauptverkehrszeit bis zu 21 Züge je Stunde. Das Angebot gilt im Wesentlichen seit dem Fahrplanwechsel im Jahr 2004 und erfuhr seither nur wenige Anpassungen. Nachfolgend eine Übersicht:
■ Tsūkin-kaisoku (通勤快速, engl. Commuter Rapid)

Diese Schnellzüge halten unterwegs nur in den Bahnhöfen Hatchōbori und Shin-Kiba. An der östlichen Endstation Soga werden alle auf die Sotobō-Linie, die Uchibō-Linie oder die Tōgane-Linie weitergeleitet. Auf diesen verkehren sie in der Regel nach Awa-Kamogawa, Kimitsu oder Narutō.
■ Keiyō kaisoku (京葉快速, engl. Keiyō Rapid)

Im Vergleich zu den Tsūkin-kaisoku halten diese Eilzüge zusätzlich in Maihama, Shin-Urayasu, Minami-Funabashi und an allen Bahhhöfen ab Kaihinmakuhari.
■ Musashino kaisoku (武蔵野快速, engl. Musashino Rapid)

Diese Eilzüge biegen in Ichikawa-Shiohama in Richtung Nishi-Funabashi ab, wo sie auf die Musashino-Linie weitergeleitet werden und bis nach Fuchū-Honmachi verkehren.
Regelmäßige Nahverkehrszüge mit Halt an allen Bahnhöfen verkehren einerseits zwischen Tokio und Soga, andererseits zwischen Tokio und Fuchū-Honmachi an der Musashino-Linie. Hinzu kommen einzelne Züge von Ōmiya über Nishi-Funabashi und Minami-Funabashi nach Kaihinmakuhari. An Wochenenden und Feiertagen, während der Goldenen Woche sowie während der Sommer- und Winterferien verkehren vom Bahnhof Tokio aus zahlreiche Sonderzüge ohne Halt zum Bahnhof Maihama, der unmittelbar beim Tokyo Disney Resort liegt.

## Bilder

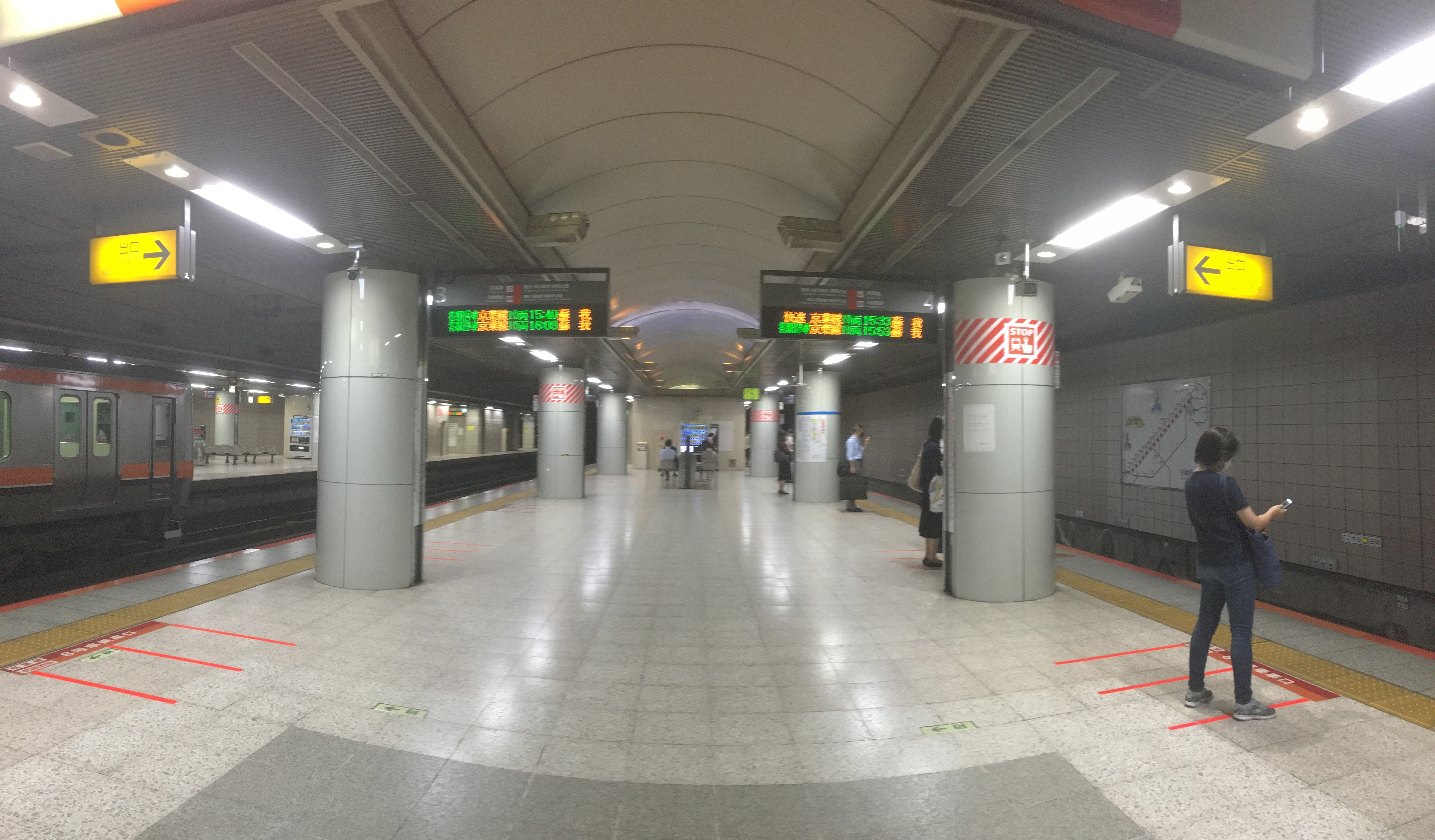
Bahnsteige der Keiyō-Linie im Bahnhof Tokio
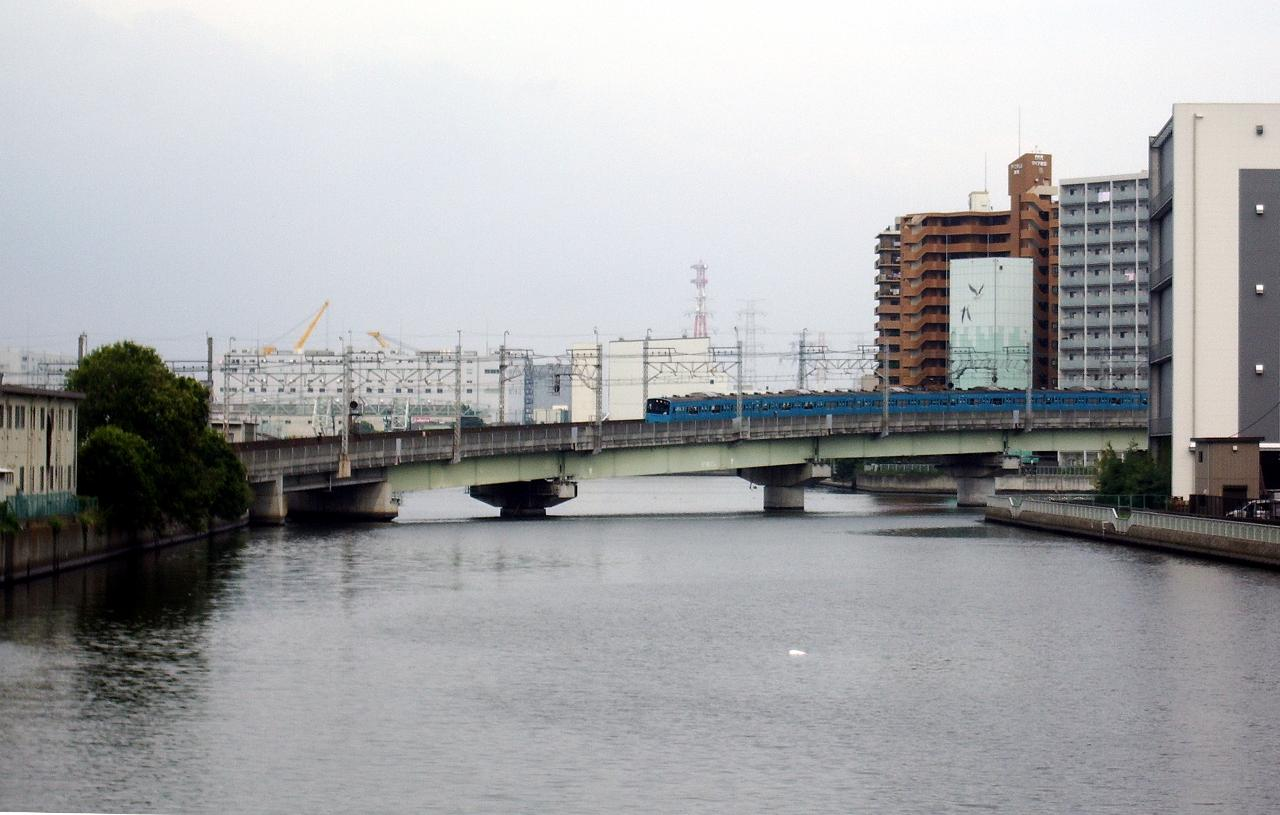
Brücke über den Shiomi-Kanal
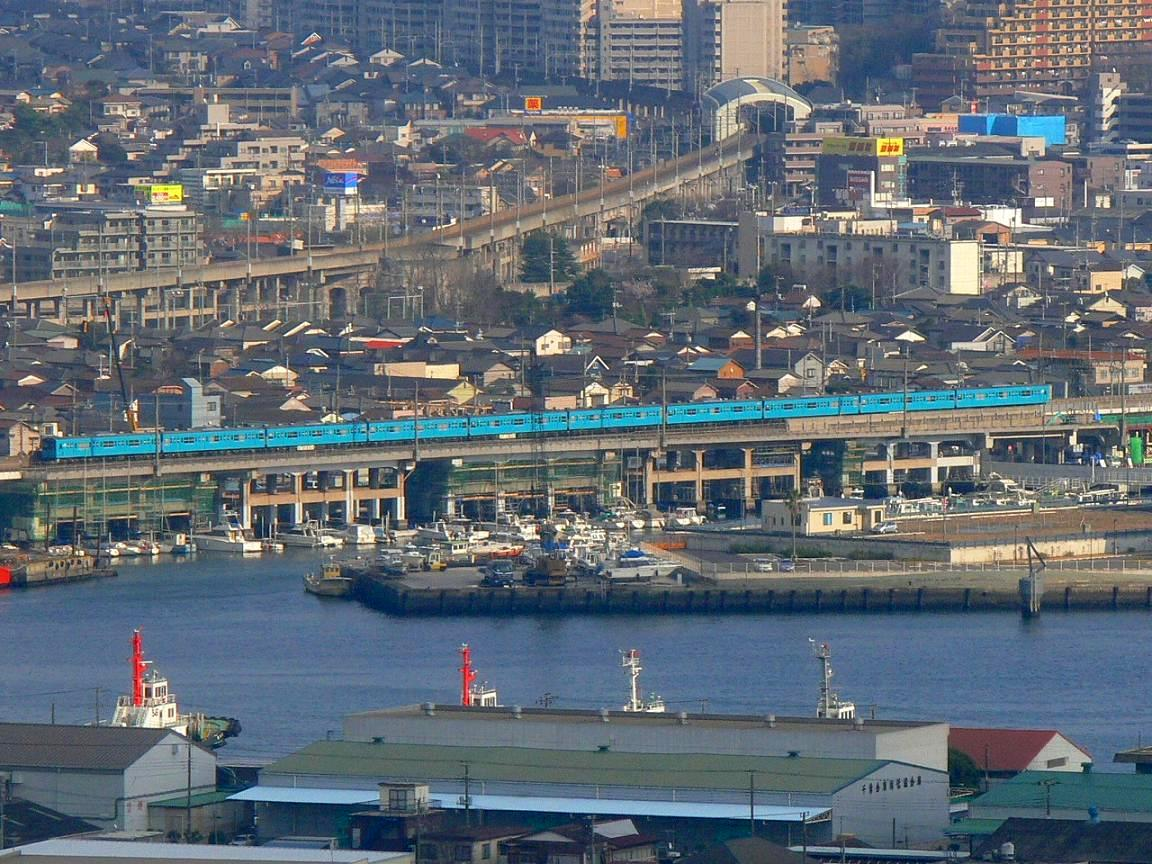
Triebwagen der Baureihe 201 im Hafengebiet
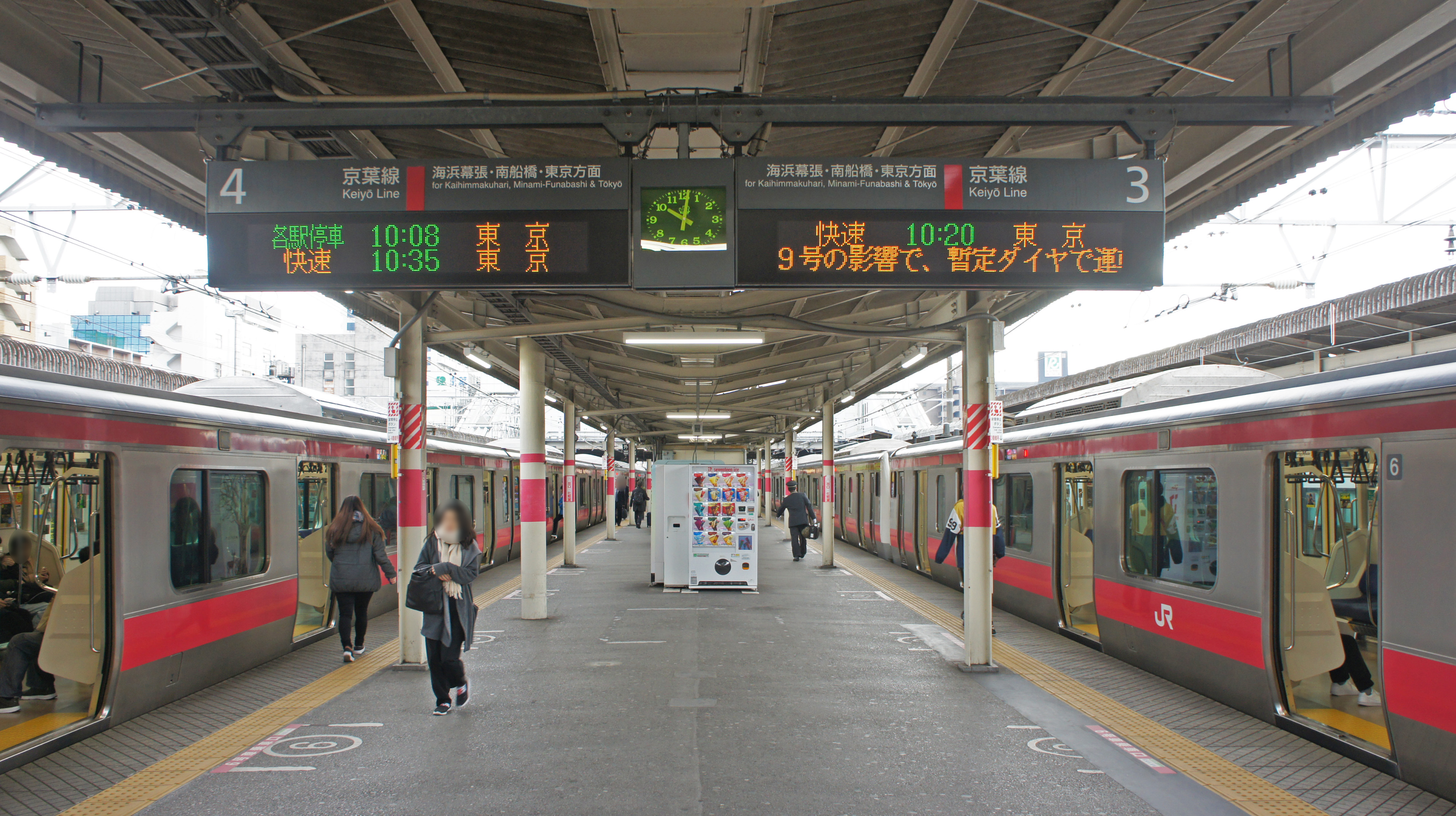
Bahnhof Soga

## Geschichte
Mitte der 1960er Jahre plante die Keisei Dentetsu eine Entlastungsstrecke für ihr eigenes Streckennetz, die ungefähr der heutigen Keiyō-Linie entsprach. Sie erwarb eine Sandbank an der Küste bei Urayasu, um dort Wohnviertel zu errichten. Der Präsident der Bahngesellschaft lud außerdem die Walt Disney Company ein, einen Themenpark zu errichten. Die Projekte verzögerten sich jedoch und die Keisei Dentetsu zog sich zurück. Daraufhin begann die Japanische Staatsbahn im Juni 1971 mit dem Bau einer reinen Güterverkehrsstrecke. Sie sollte entlang der Bucht von Tokio die Tōkaidō-Hauptlinie mit Chiba verbinden sowie ein Kawasaki-Stahlwerk und weitere noch zu entwickelnde Industriegebiete erschließen. Das erste Teilstück zwischen dem Güterbahnhof Chiba und der Rangieranlage neben dem Bahnhof Soga ging am 10. Mai 1975 in Betrieb.
Als Folge der Ölpreiskrise von 1973 ging die Güterverkehrsnachfrage stark zurück und die Städte entlang der Strecke wandelten die nicht mehr benötigten Industriezonen in Wohngebiete um. Da 1980 auch der Bau des Tokyo Disney Resort begann, zeichnete sich eine große Nachfrage in naher Zukunft ab. Am 3. März 1986 nahm die Staatsbahn den Personenverkehr zwischen Minami-Funabashi und Chibaminato auf. Infolge der Staatsbahnprivatisierung am 1. April 1987 ging der Personenverkehr an die neue Gesellschaft JR East über, der Güterverkehr an JR Freight. Anderthalb Jahre später, am 1. Dezember 1988 führte JR East den Personenverkehr auf den Teilstrecken Chibaminato–Soga und Minami-Funabashi–Shin-Kiba ein, ebenso auf beiden Verbindungsstrecken zur Musashino-Linie in Nishi-Funabashi.
Wie zuvor prognostiziert, führte der stetig anwachsende Personenverkehr auf der erweiterten Keiyō-Linie zu einer Überlastung der Chūō-Sōbu-Linie, der Tōzai-Linie und der Yūrakuchō-Linie. Deshalb waren bereits mehrere Jahre zuvor Planungen aufgenommen worden, die Strecke ab Shin-Kiba weiter ins Stadtzentrum hinein zu führen. Im Bereich rund um den Bahnhof Tokio kam nur noch jene Stelle in Frage, an der ein Bahnhof für den Narita-Shinkansen vorgesehen gewesen war. 1983 war diese Schnellfahrstrecke endgültig an heftigen Anwohnerprotesten gescheitert, und so kam das Verkehrsministerium auf die Idee, die freigewordene Trasse stattdessen für die Keiyō-Linie zu nutzen. Der Streckenabschnitt mit den Bahnhöfen Shiomi, Etchūjima, Hatchōbori und Tokio ging am 10. März 1990 in Betrieb. Am 1. April 2000 legte JR Freight den Güterbahnhof Chiba still; Güterzüge verkehren weiterhin bis heute weiterhin zwischen Nishi-Funabashi und Soga.

## Liste der Bahnhöfe

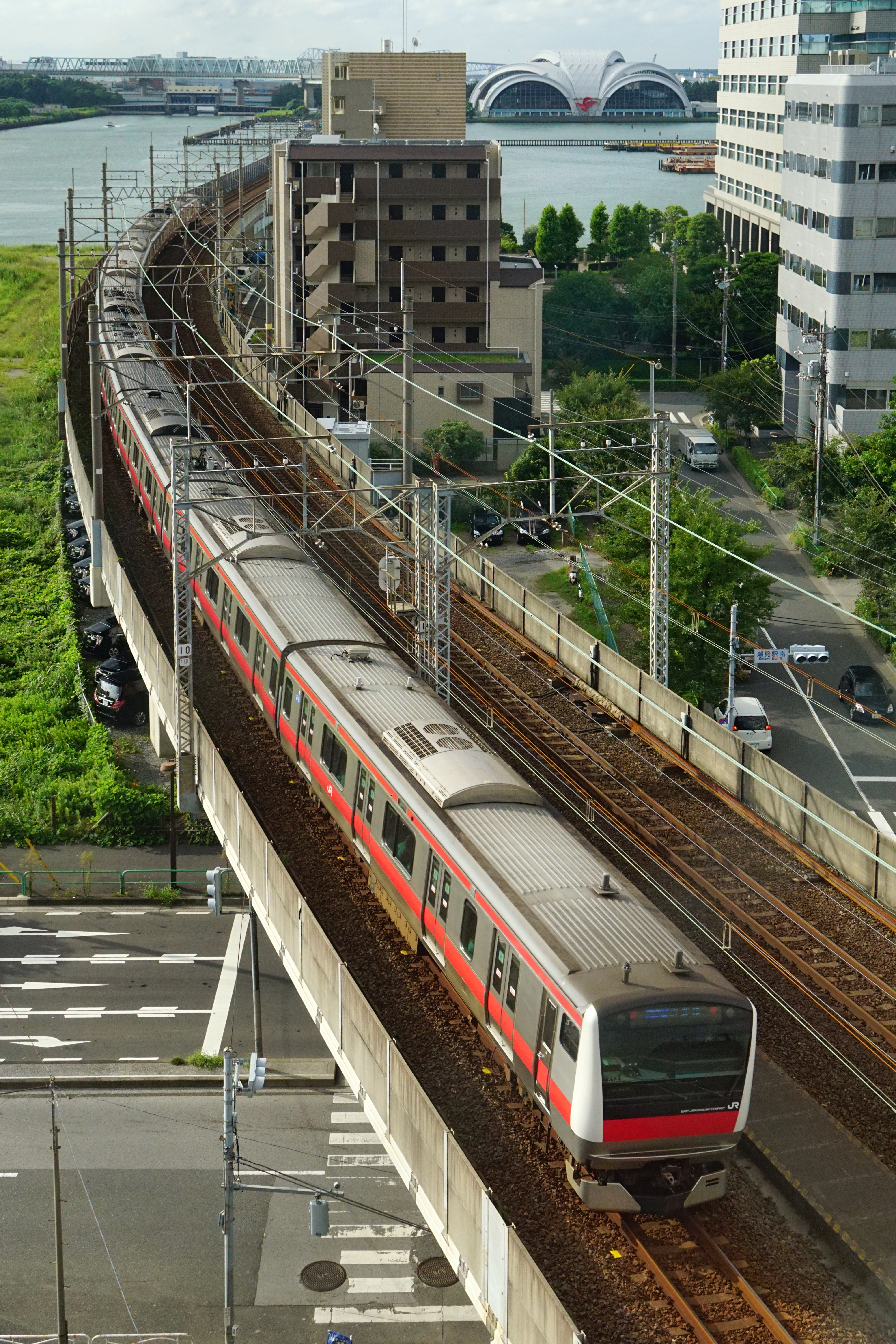
Zwischen Shiomi und Shin-Kiba

Tk = Tsūkin-kaisoku (Commuter Rapid); Kk = Keiyō kaisoku (Keiyō Rapid); Mk = Musashino kaisoku (Musashino Rapid) 

● = alle Züge halten an diesem Bahnhof 

↓M = Überleitung zur Musashino-Linie
| Name | Name                           | km   | Tk | Kk | Mk | Anschlusslinien | Lage   | Ort            | Präfektur |
| ---- | ------------------------------ | ---- | -- | -- | -- | --- | ------ | -------------- | --------- |
| JE01 | Tokio (東京)                   | 00,0 | ●  | ●  | ●  | Tōkaidō-Shinkansen Tōhoku-Shinkansen Jōetsu-Shinkansen Hokuriku-Shinkansen Akita-Shinkansen Yamagata-Shinkansen Tōkaidō-Hauptlinie (Utsunomiya-Linie, Ueno-Tokio-Linie) Keihin-Tōhoku-Linie Yamanote-Linie Yokosuka-Linie Chūō-Hauptlinie (Chūō-Schnellbahn) Sōbu-Hauptlinie (Sōbu-Schnellbahn) U-Bahn Tokio: Marunouchi-Linie | Koord. | Chiyoda, Tokio | Tokio     |
| JE02 | Hatchōbori (八丁堀)            | 01,2 | ●  | ●  | ●  | U-Bahn Tokio: Hibiya-Linie | Koord. | Chūō, Tokio    | Tokio     |
| JE03 | Etchūjima (越中島)             | 02,8 | ǀ  | ǀ  | ǀ  | | Koord. | Kōtō, Tokio    | Tokio     |
| JE04 | Shiomi (潮見)                  | 05,4 | ǀ  | ǀ  | ǀ  | | Koord. | Kōtō, Tokio    | Tokio     |
| JE05 | Shin-Kiba (新木場)             | 07,4 | ●  | ●  | ●  | Rinkai-Linie U-Bahn Tokio: Yūrakuchō-Linie | Koord. | Kōtō, Tokio    | Tokio     |
| JE06 | Kasairinkaikōen (葛西臨海公園) | 10,6 | ǀ  | ǀ  | ǀ  | | Koord. | Edogawa        | Tokio     |
| JE07 | Maihama (舞浜)                 | 12,7 | ǀ  | ●  | ●  | Disney Resort Line | Koord. | Urayasu        | Chiba     |
| JE08 | Shin-Urayasu (新浦安)          | 16,1 | ǀ  | ●  | ●  | | Koord. | Urayasu        | Chiba     |
| JE09 | Ichikawa-Shiohama (市川塩浜)   | 18,2 | ǀ  | ǀ  | ●  | | Koord. | Ichikawa       | Chiba     |
| JM10 | Nishi-Funabashi (西船橋)       | 24,1 | ǀ  | ǀ  | ●  | Chūō-Sōbu-Linie Musashino-Linie Tōyō-Schnellbahnlinie U-Bahn Tokio: Tōzai-Linie | Koord. | Funabashi      | Chiba     |
| JE10 | Futamatashimmachi (二俣新町)   | 22,6 | ǀ  | ǀ  | ↓M | | Koord. | Ichikawa       | Chiba     |
| JE11 | Minami-Funabashi (南船橋)      | 26,0 | ǀ  | ●  |    | | Koord. | Funabashi      | Chiba     |
| JE12 | Shin-Narashino (新習志野)      | 28,3 | ǀ  | ǀ  |    | | Koord. | Narashino      | Chiba     |
| JE13 | Kaihimmakuhari (海浜幕張)      | 31,7 | ǀ  | ●  |    | | Koord. | Chiba          | Chiba     |
| JE14 | Kemigawahama (検見川浜)        | 33,7 | ǀ  | ●  |    | | Koord. | Chiba          | Chiba     |
| JE15 | Inagekaigan (稲毛海岸)         | 35,3 | ǀ  | ●  |    | | Koord. | Chiba          | Chiba     |
| JE16 | Chibaminato (千葉みなと)       | 39,0 | ǀ  | ●  |    | Chiba Monorail | Koord. | Chiba          | Chiba     |
| JE17 | Soga (蘇我)                    | 43,0 | ●  | ●  |    | Sotobō-Linie Uchibō-Linie | Koord. | Chiba          | Chiba     |